# Chichinda Mare
Chichinda Mare (în sârbă Кикинда, cu alfabetul latin: Kikinda, în maghiară Nagykikinda, în germană Großkikinda) este o localitate în Districtul Banatul de Nord, Voivodina, Serbia.

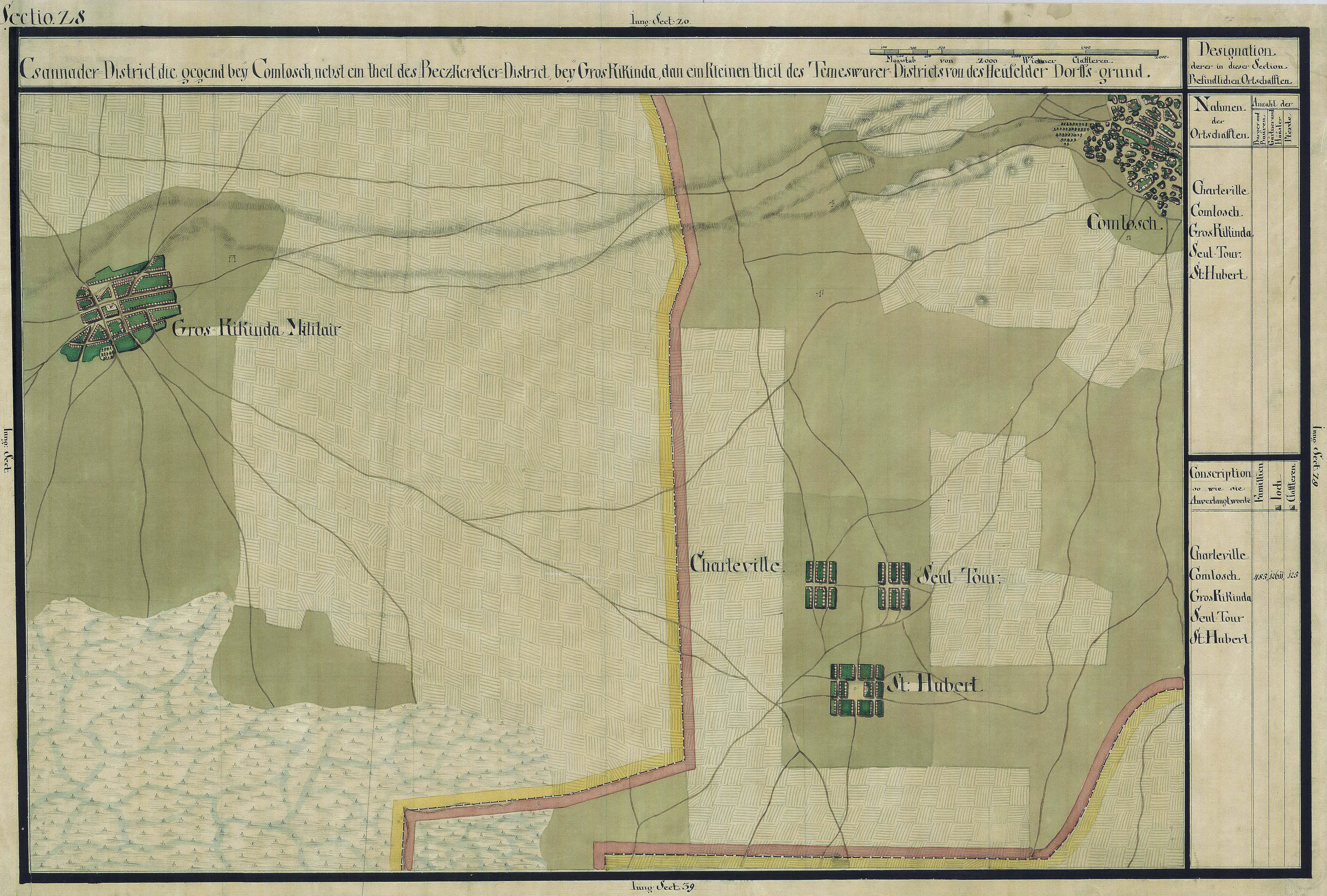
Chichinda Mare în Harta Iosefină a Banatului, 1769-1772

## Transport
Gara Chichinda a fost un nod de cale ferată pe magistrala Szeged–Timișoara, cu legătură directă spre Pančevo (până în 1992).

## Personalități
- István Zádor (1882-1963), pictor